# Huck and Tom
Pour plus de détails, voir Fiche technique et Distribution.
Huck and Tom est un film muet dramatique américain réalisé par William Desmond Taylor et sorti en 1918. 
Le scénario, écrit par Julia Crawford Ivers, est basé sur les romans Les Aventures de Tom Sawyer et Les Aventures de Huckleberry Finn de Mark Twain. Robert Gordon et Jack Pickford reprennent les rôles-titres de Tom Sawyer, l'adaptation du roman éponyme de 1917, également réalisée par Taylor.

## Fiche technique
- Réalisateur : William Desmond Taylor
- Durée : 5 bobines[1]

## Distribution
- Jack Pickford : Tom Sawyer
- Robert Gordon : Huck Finn
- George Hackathorne : Sid Sawyer
- Alice Marvin : Mary Sawyer
- Edythe Chapman : tante Polly
- Frank Lanning : Injun Joe
- Clara Horton : Becky Thatcher
- Tom Bates : Muff Potter
- Helen Gilmore : Widow Douglas
- Antrim Short : Joe Harper
- Jane Keckley : Mrs. Thatcher
- John Burton : le juge Thatcher